# Мосхайм, Иоганн Лоренц
Иоганн Лоренц фон Мосхайм (Мосхейм) (нем. Johann Lorenz von Mosheim; 9 октября 1693 года, Любек — 9 сентября 1755 года, Гёттинген) — германский лютеранский теолог и известный историк церкви.
Мосхайм был ведущим церковным историком своего времени. До 1747 года он был генеральным школьным инспектором герцогства Брауншвейг-Вольфенбюттель. Параллельно с этим он был профессором Хельмштедтского университета и настоятелем монастырей Мариенталь и Михельштайн. После этого он сыграл важную роль в создании Гёттингенского университета, где в 1747 году он становится профессором, а также — первый и единственный учёный в истории университета — канцлером. Важным событием для нового университета стал визит короля Георга II в Геттинген 1 августа 1748 года.
Благодаря современной интерпретации истории церкви Мосхайм считался «отцом современной церковной истории», а также основателем прагматической истории церкви. По его мнению, история церкви определялась человеческой деятельностью. Он был не только автором многих богословских трудов и работ по истории церкви, но и признанным и популярным проповедником.